# Filippo Cioni

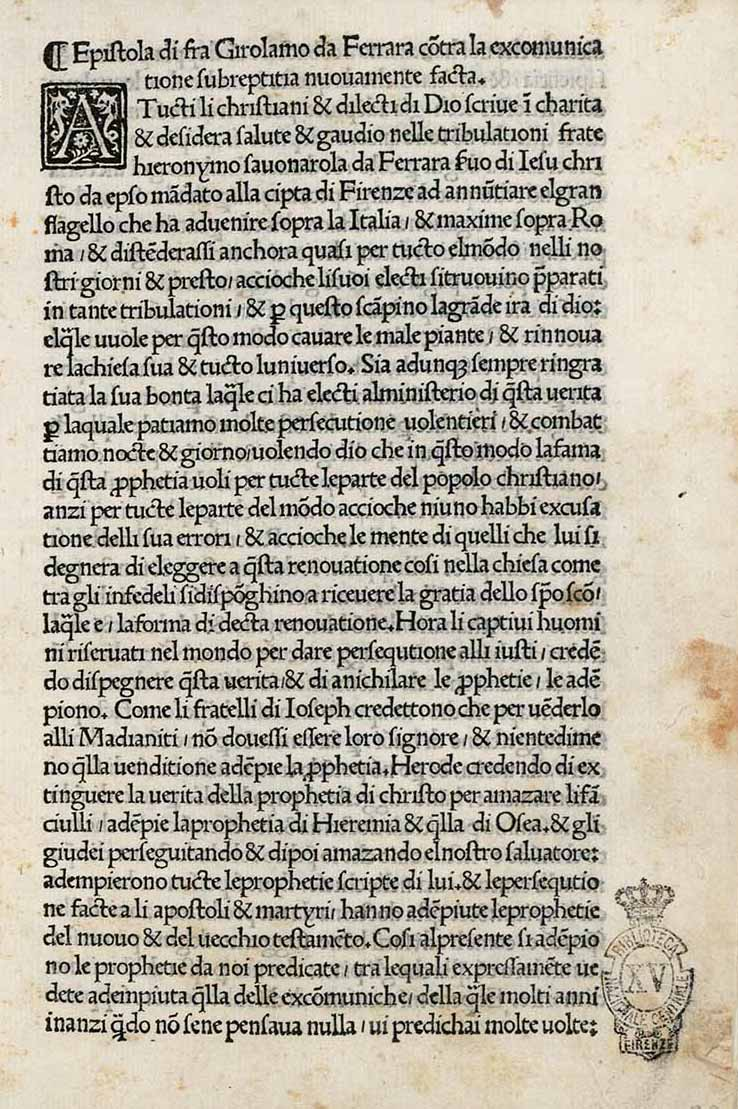
Epistola contra sententiam excommunicationis (1497) di Girolamo Savonarola, tradotta in volgare da Filippo Cioni

Filippo Cioni (Firenze, 14 dicembre 1461 – 1520 o dopo) è stato un traduttore e notaio italiano.

## Biografia

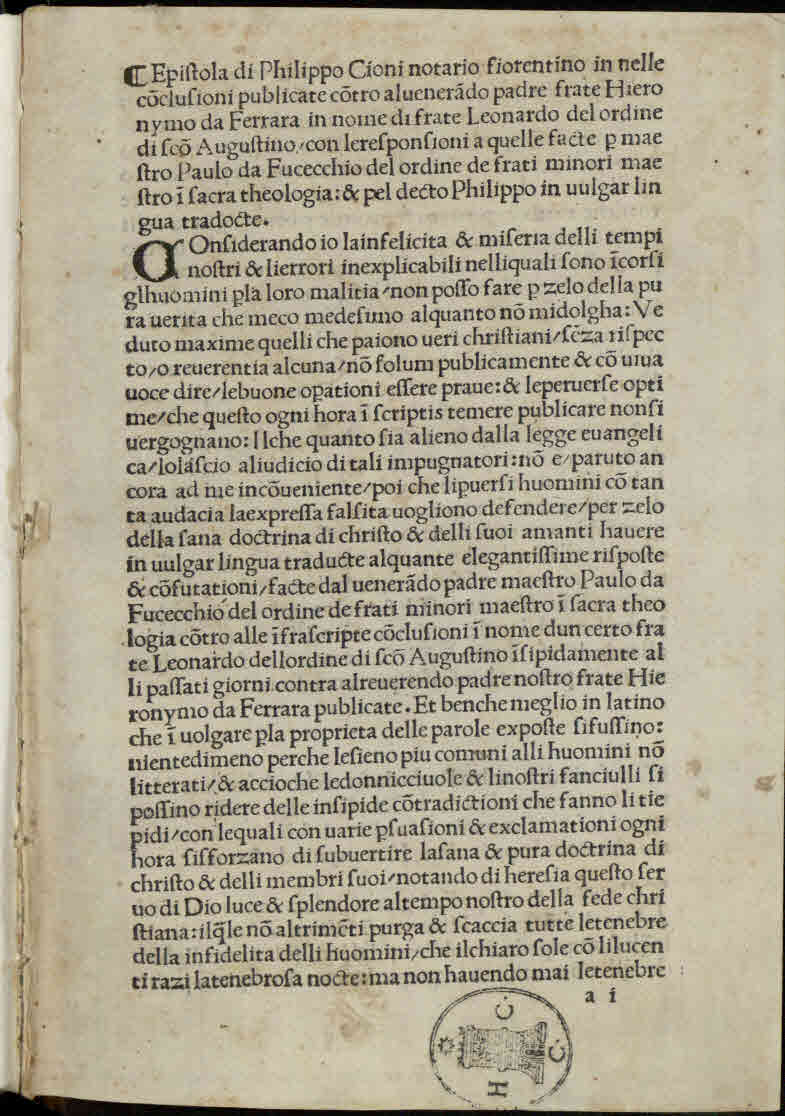
Contro alle conclusioni pubblicate contro a frate Hieronymo Savonarola, 1497

Proveniente da una agiata famiglia di artigiani e commercianti fu indirizzato agli studi di notariato. Iniziò la professione nel 1486 dopo aver imparato il latino. Ebbe abbastanza successo tanto da riuscire a guadagnarsi il favore di una clientela composta in misura considerevole di istituti religiosi e di nobili che avevano un buon giro di interessi e di affari.
Conobbe personalmente Girolamo Savonarola, ne fu fervente sostenitore e si occupò di raccogliere le firme dei cittadini per la petizione del 1497 in suo favore.
Nello stesso anno tradusse anche in volgare uno scritto in latino del teologo francescano Paolo da Fucecchio, sempre in difesa del Savonarola.
Dopo la condanna del Savonarola dovette pagare una multa per aver validato la sottoscrizione alla petizione in favore del frate ma continuò ad esercitare la professione di notaio sino al 1520, anno in cui si presume sia morto a Firenze.

## Traduzioni
- Girolamo Savonarola, Epistola contra sententiam excomunicationis, Firenze, Lorenzo Morgiani, Johann Petri, 1497.
- Girolamo Savonarola, Expositio in septem gradus Bonaventurae, Firenze, Bartolomeo de' Libri, 1497.
- Paolo da Fucecchio, Conclusioni pubblicate contro Girolamo Savonarola in nome del frate Leonardo, Firenze, Lorenzo Morgiani, 1497.